# Dorfkirche Bälow

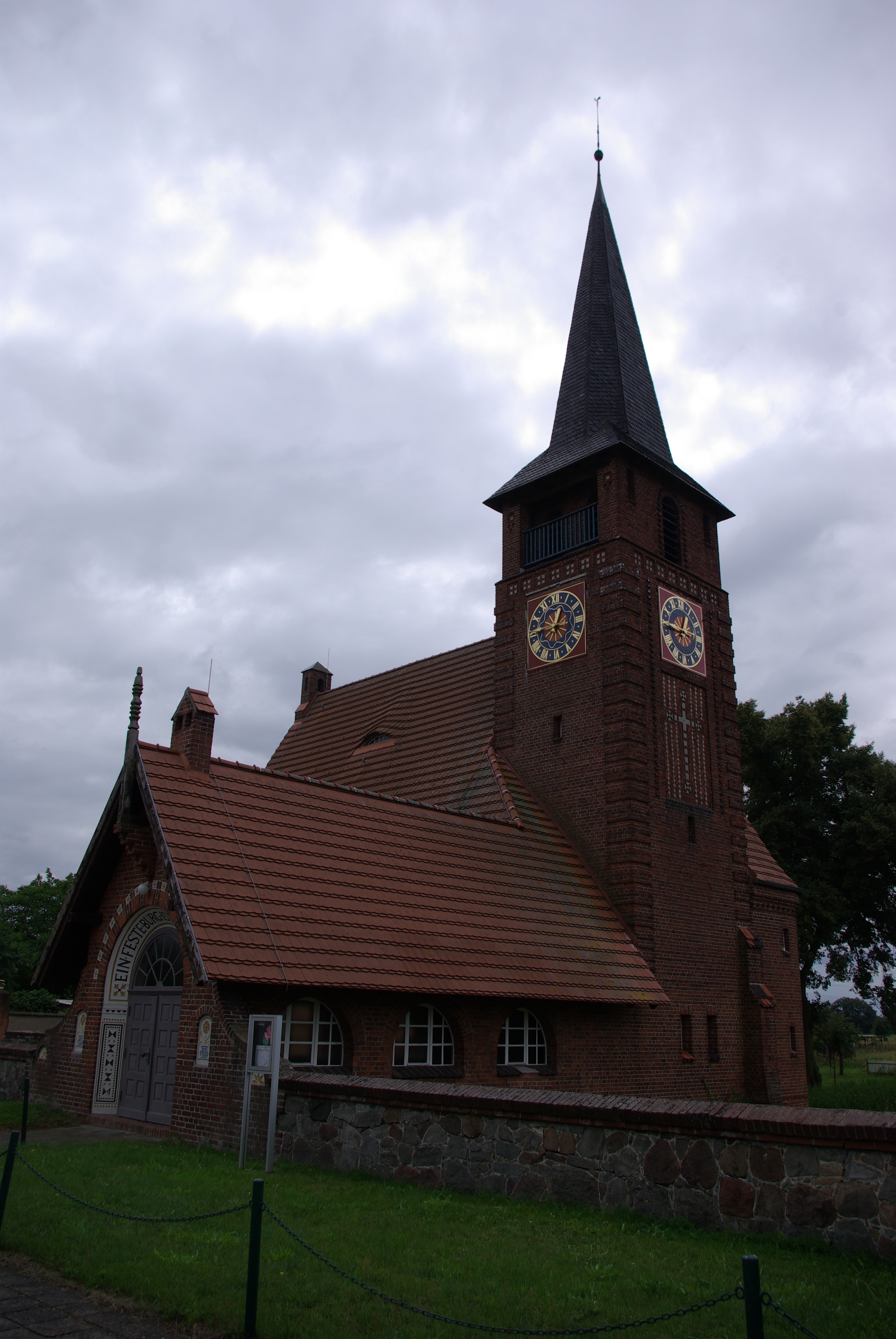
Dorfkirche in Bälow

Die evangelische Dorfkirche in Bälow, einem Gemeindeteil von Rühstädt im Landkreis Prignitz in Brandenburg, wurde 1914/15 mit Teilen des Vorgängerbaus aus dem Jahr 1661 errichtet. Die Kirche an der Bälower Dorfstraße ist ein geschütztes Baudenkmal. 
Der Saalbau aus Backsteinmauerwerk wurde nach Plänen des königlichen Baurats Georg Büttner errichtet. Der Südeingang ist in ein Vorzeichen integriert. Der rechteckige Turm wird von einem Spitzhelm abgeschlossen.

## Ausstattung
Die Innenraumgestaltung erfolgte durch den Berliner Kirchenmaler Otto Steinacker. 
Teile der Ausstattung wurden aus dem Vorgängerbau übernommen: Der hölzerne Altaraufsatz und die Kanzel in barocken Formen stammen aus dem späten 18. Jahrhundert. Die Kanzel wurde 1912 verändert. 
Die Orgel wurde 1915 von Martin Pflug aus Wittenberge eingebaut.